# La nuova armata Brancaleone
La nuova armata Brancaleone és un curtmetratge-paròdia de 2010 fet per sorpresa pels estudiants de l'Institut Estatal de Cinematografia i la Televisió "Roberto Rossellini", amb la participació purament nominal de Mario Monicelli, Mimmo Calopresti i Renzo Rossellini.

## Argument
Un home s'acosta amb un cotxe des del garatge d'una casa, baixa del cotxe i s'atura davant de la casa. Com si fos un ximple intenta obrir el garatge, però no pot perquè no té les claus. Això provoca algunes rialles del públic, donada l'actitud incòmoda i confusa de l'home. De sobte, la pantalla falla i tota l'escena desapareix en la foscor absoluta, fins que apareixen els rètols que protestaven contra les retallades a la cultura.

## Producció
Divulgat pel lloc web de Cine-Tv Roberto Rossellini, la suposada trama es mostra a continuació: La nova pel·lícula de Monicelli és "una mostra transversal de la Itàlia actual amb les seves esperances, les seves il·lusions, els seus vicis i les seves virtuts. i amb una hipòtesi sobre un futur proper. Tot vist amb l'ull agut i sardònic d'un mestre del cinema que coneix i entén bé Itàlia, i no només avui".
En realitat, el curtmetratge és només un esbós. Comença amb els clàssics crèdits inicials, després l'escena inicial, després una simulació visual i sonora que dona la impressió d'una pel·lícula que s'atura, es congela per un problema tècnic. Pantalla blanca durant 5 segons i després negra. Seguint els títols programàtics que fan explícites les intencions del curt i la preestrena organitzada al Cine-Tv Rossellini.

## Recepció
La pel·lícula és una forma anòmala de protesta, un "zingarata" (anomenat així pels organitzadors) creada amb la intenció d'apropar periodistes de les més variades emissores a la seu de Rossellini. Les mateixes paraules de protesta (almenys les principals) van quedar a la pantalla, negres, buides. La primera frase que apareix no ha estat informada per cap diari (però excloent TgLa7, que no és un diari): "Aquesta és la pel·lícula que no veureu a causa de la cultura actual de retallades".
A continuació, la part informada pels diaris: "Passarà que aquesta pantalla quedarà negra, sense imatges, sense paraules. Passarà que els treballadors del cinema i la televisió de demà no tindran futur. Com que se'ls retalla el present, se'ls neguen els drets com a estudiants."
Aquí hi ha una altra part que no informa els diaris: "Perquè d'altres es consideren les prioritats a la Itàlia actual".
Tornant a la part informada als diaris: "Passarà que l'única escola pública de cinema i televisió d'Itàlia perdrà assignatures fonamentals. I també passarà que no serà l'única. Comptadors, aparelladors, agràries, educadors, etc. investigadors tots al mateix vaixell, de fet, tots formen part d'un nou exèrcit Brancaleone".